# Mihai Popescu (futbolista)
 Mihai Popescu (Câmpulung, 7 de mayo de 1993) es un futbolista rumano que juega en la demarcación de defensa para el FCSB de la Liga I.

## Selección nacional
Hizo su debut con la selección de Rumania el 21 de marzo de 2025 en un encuentro de clasificación para la Copa Mundial de Fútbol de 2026 contra Bosnia y Herzegovina que finalizó con un resultado de 0-1 a favor del combinado bosnio tras el gol de Armin Gigovic.

## Clubes
| Club                               | País    | Año       | Partidos | Goles |
| ---------------------------------- | ------- | --------- | -------- | ----- |
| F. C. Dunărea Călărași (cedido)    | Rumania | 2013-2015 | 54       | 2     |
| ACS Berceni (cedido)               | Rumania | 2015      | 11       | 0     |
| F. C. Dunărea Călărași (cedido)    | Rumania | 2015-2016 | 32       | 0     |
| F. C. Dinamo București             | Rumania | 2016-2017 | 14       | 0     |
| F. C. Voluntari (cedido)           | Rumania | 2017      | 20       | 0     |
| F. C. Dinamo București             | Rumania | 2018      | 29       | 4     |
| St. Mirren F. C. (cedido)          | Escocia | 2019      | 21       | 0     |
| F. C. Dinamo București             | Rumania | 2019-2020 | 27       | 1     |
| Heart of Midlothian F. C.          | Escocia | 2020-2021 | 24       | 1     |
| Hamilton Academical F. C. (cedido) | Escocia | 2021-2022 | 32       | 1     |
| FCV Farul Constanța                | Rumania | 2022-2024 | 86       | 3     |
| FCSB                               | Rumania | 2024-     | 40       | 0     |

## Palmarés

### Títulos nacionales
| Título                     | Club                   | País    | Año  |
| -------------------------- | ---------------------- | ------- | ---- |
| Copa de la Liga de Rumania | F. C. Dinamo București | Rumania | 2017 |
| Supercopa de Rumania       | F. C. Voluntari        | Rumania | 2017 |
| Liga I                     | FCV Farul Constanța    | Rumania | 2023 |
| Liga I                     | FCSB                   | Rumania | 2025 |
| Supercopa de Rumania       | FCSB                   | Rumania | 2025 |